# 白玉山

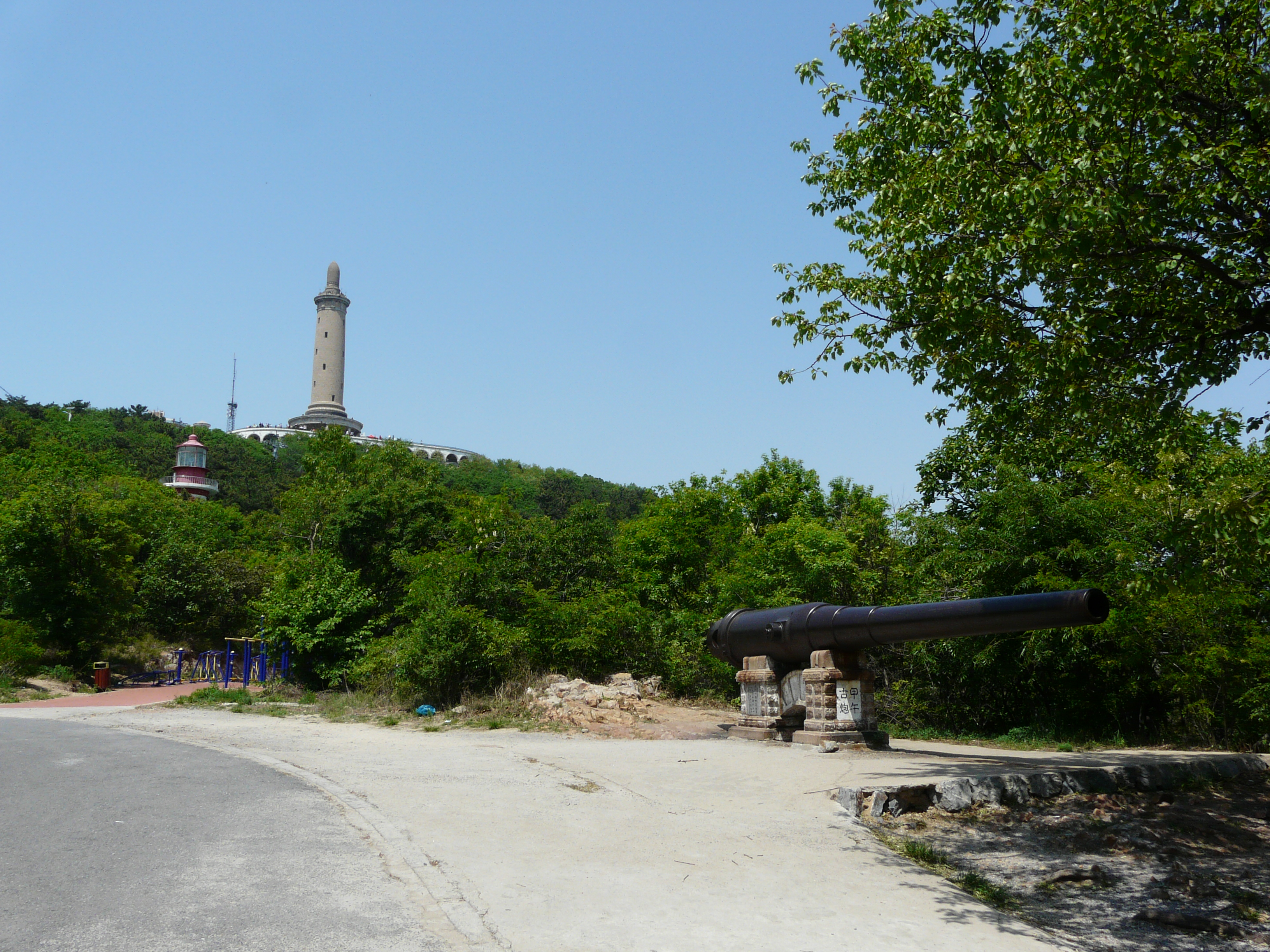
白玉山

白玉山（はくぎょくさん）は、中華人民共和国大連市旅順口区の中心市街地にある山。海抜約130m。山頂に白玉山塔が建っている。もとの名前を西官山といった。

## 白玉山塔
日露戦争後、東郷平八郎と乃木希典が発案し、1909年に戦没者追悼のために忠魂塔として建立した。11月の落成式に乃木が夫人とともに参列している。当時は「表忠塔」と命名された。中華人民共和国となってから「白玉山塔」と改名された。高さ66.8m。

## 写真集

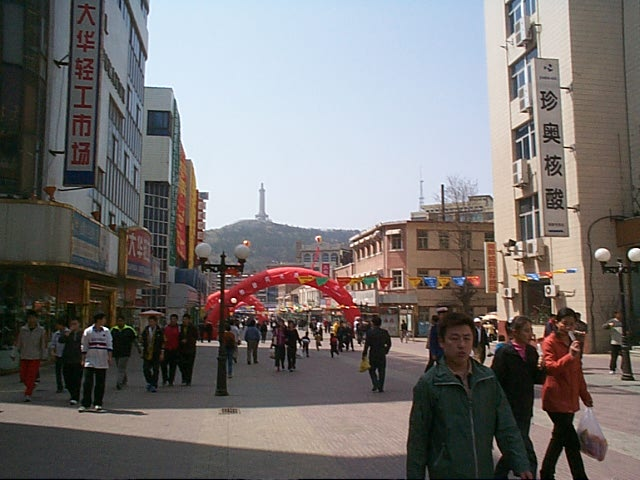
白玉山は旅順新区から近い
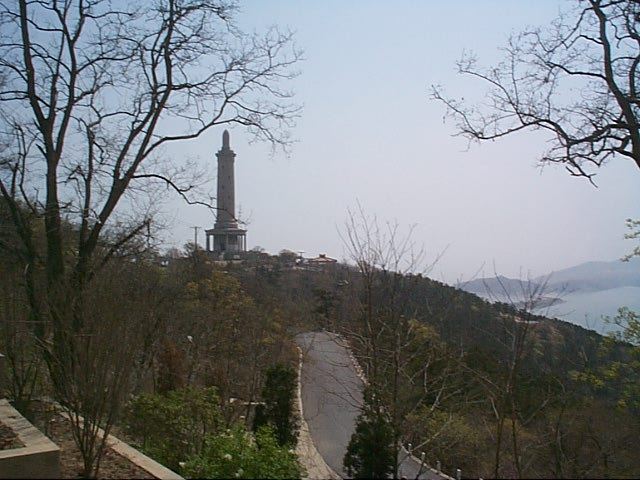
白玉山はロープウェイかこの道で登る
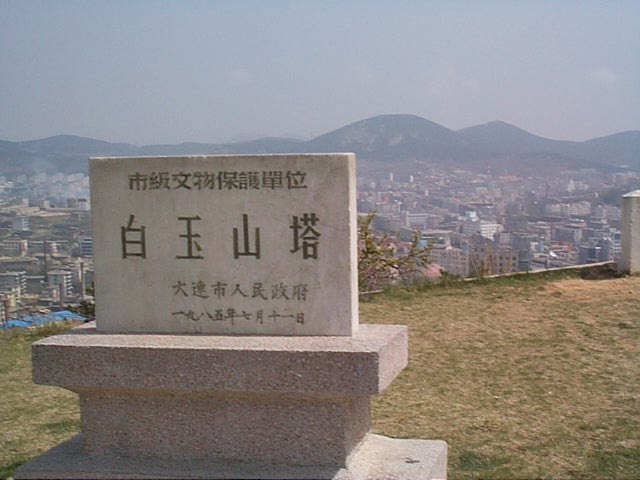
白玉山塔の表示
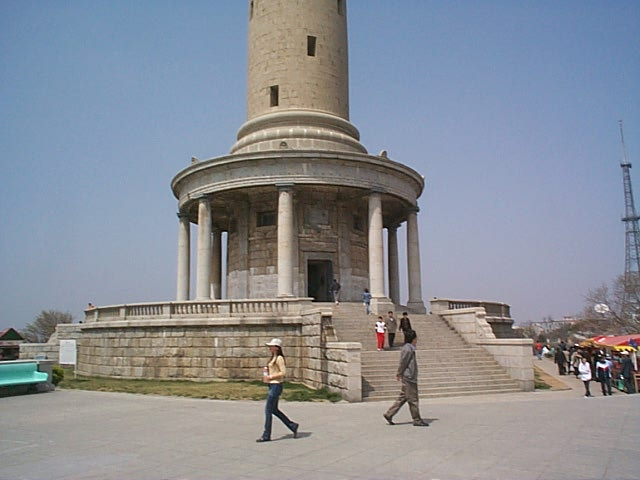
白玉山塔には螺旋階段かエレベーターで昇れた（その後老朽化で禁止に）
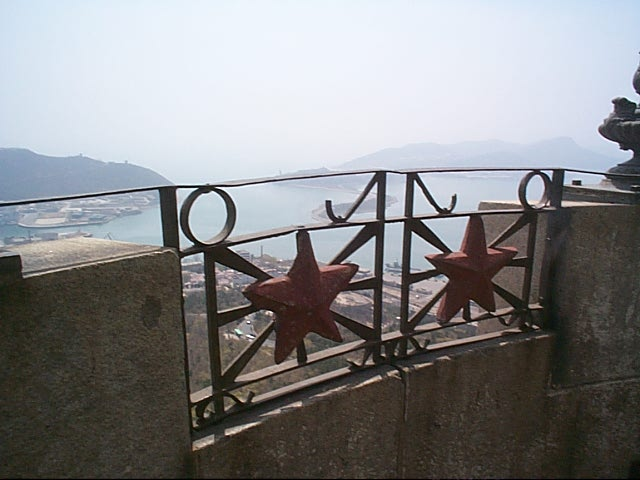
白玉山塔から眼下の眺め：旅順港（左）と虎尾半島（右）
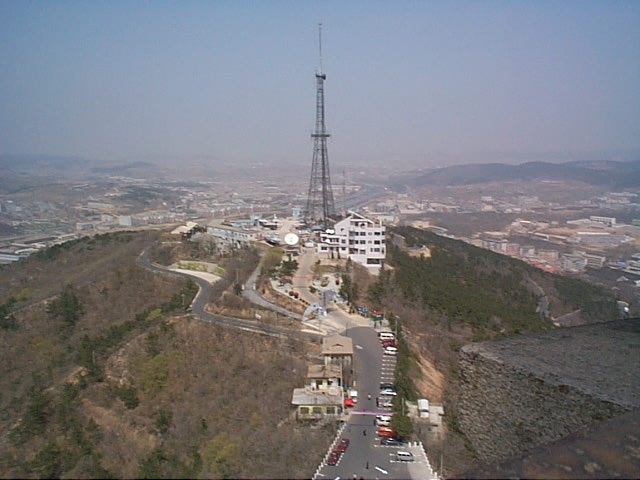
白玉塔付近から別峰を見下ろす
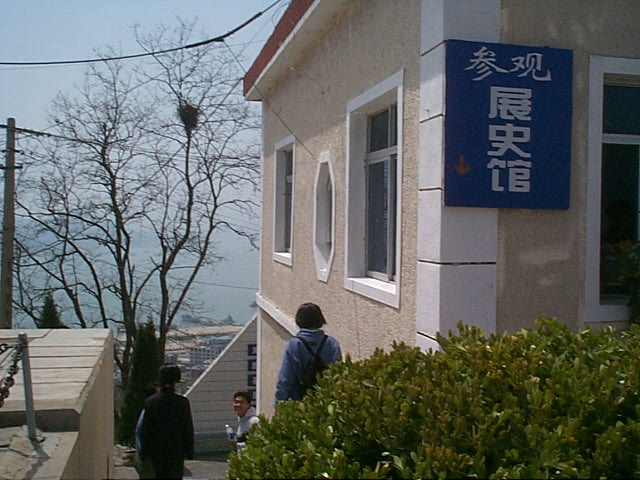
別峰には教育センター（もと日本軍の武器庫）
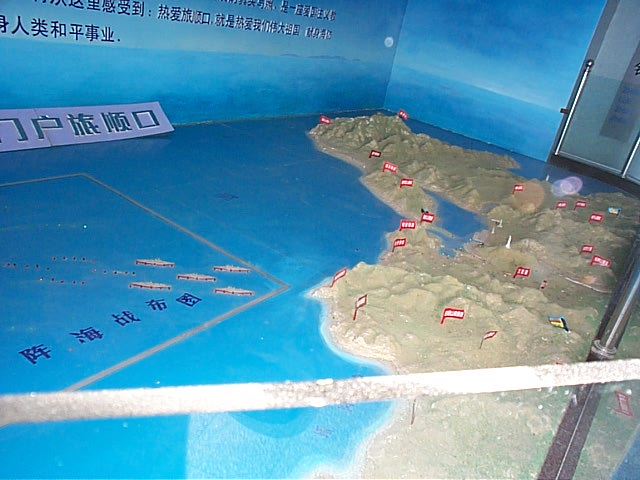
教育センターには旅順港守備・攻撃の模型図
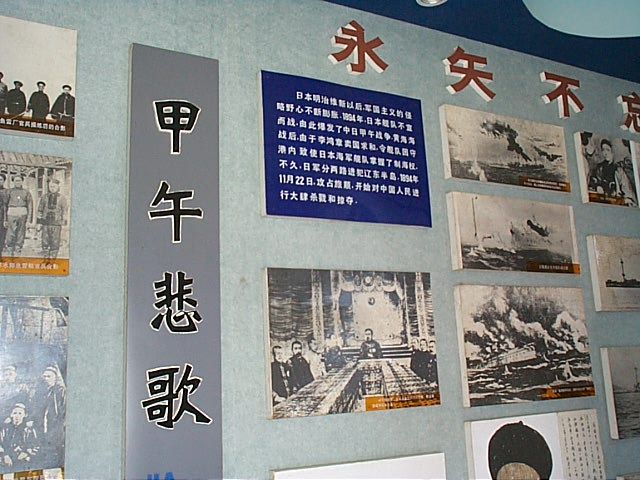
日清戦争について学ぶ
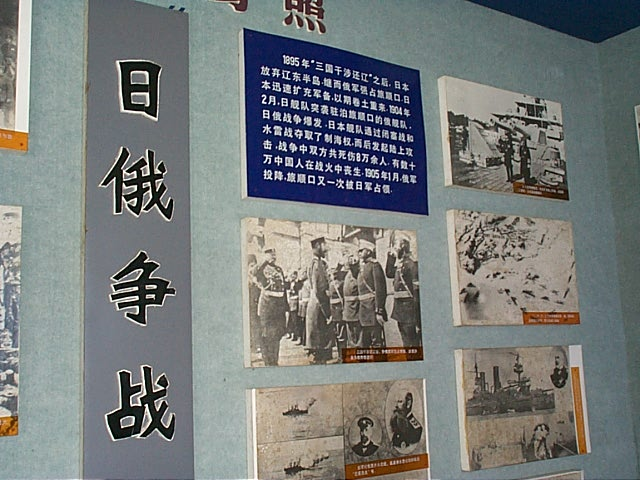
日露戦争について学ぶ
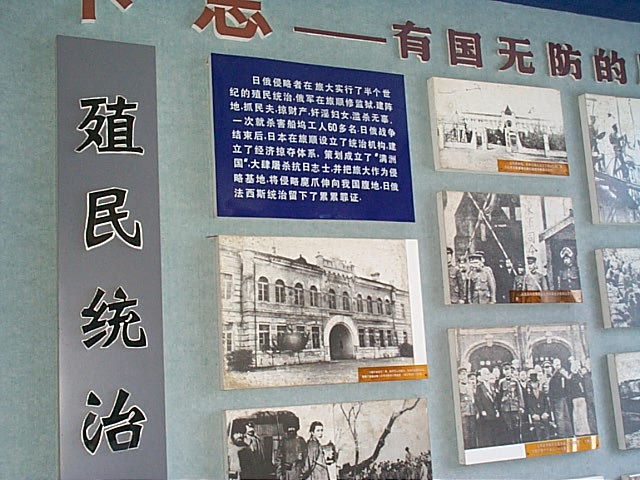
日本の植民地統治を学ぶ
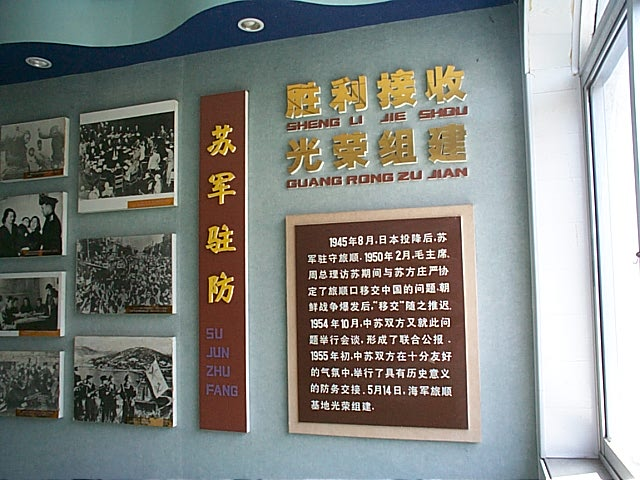
ソ連軍進駐を学ぶ